# Edmund Hauser
Edmund von Hauser (ur. 23 grudnia 1868 w Bóbrce, zm. 21 września 1949 w Poznaniu) – generał dywizji Wojska Polskiego, kawaler Orderu Virtuti Militari.

## Życiorys
Syn Teodora i Józefy z Pieńczakowskich. Kształcił się we Lwowie i w Szkole Kadetów Piechoty w Łobzowie. 22 grudnia 1885 rozpoczął zawodową służbę wojskową w cesarskiej i królewskiej armii. W 1896 ukończył Akademię Sztabu Generalnego w Wiedniu. Przeszedł kolejne szczeble dowódcze w jednostkach austriackiej. W 1914, w stopniu pułkownika, pełnił służbę w oddziałach operacyjnych sztabów armii. Na froncie rosyjskim i włoskim dowódca pułku piechoty i brygady piechoty. Generał major z lutego 1918. 19 sierpnia 1918 po trzydziestu latach służby, został nobilitowany (jako jeden z ostatnich w Austro-Węgrzech), stąd niekiedy nazwisko spotykane w postaci "de Hauser". W 1918 ożenił się z Anną Klinger.
27 stycznia 1919 przyjęty został do Wojska Polskiego z zatwierdzeniem posiadanego stopnia generała majora. Do lipca 1919 przewodniczący Komisji Etatów Ministerstwa Spraw Wojskowych. W lipcu 1919 powołany został na stanowisko szefa Departamentu Personalnego MSWojsk. 14 stycznia 1920 objął dowództwo Obozu Warownego „Toruń”. 1 maja 1920 został zatwierdzony z dniem 1 kwietnia 1920 w stopniu generała podporucznika, „w grupie byłej armii austriacko-węgierskiej”.
23 września 1921 został dowódcą nowo powstałej 26 Dywizji Piechoty w Skierniewicach. W styczniu 1922 mianowany został zastępcą dowódcy Okręgu Korpusu Nr II w Lublinie. 3 maja 1922 został zweryfikowany w stopniu generała brygady ze starszeństwem z dniem 1 czerwca 1919 w korpusie generałów. 7 listopada 1922 przeniesiony został na równorzędne stanowisko w Dowództwie Okręgu Korpusu Nr VII w Poznaniu.
1 grudnia 1924 Prezydent RP Stanisław Wojciechowski na wniosek Ministra Spraw Wojskowych, gen. dyw. Władysława Sikorskiego awansował go na generała dywizji ze starszeństwem z dniem 15 sierpnia 1924 i 1. lokatą w korpusie generałów.
W czasie przewrotu majowego, pod nieobecność dowódcy okręgu gen. Kazimierza Sosnkowskiego, opowiedział się po stronie rządu i energicznie organizował dla niego pomoc, wysyłając już 12 maja do Warszawy wielkopolskie 57 i 58 pułk piechoty. Maj 1926 – marzec 1927 dowódca Okręgu Korpusu Nr VII Poznań.
Józef Piłsudski zaliczył go do generałów „zawalidróg”. Z dniem 30 kwietnia 1927 przeniesiony został w stan spoczynku. Osiadł w Poznaniu, gdzie zmarł. Został pochowany na cmentarzu Górczyńskim w Poznaniu (kwatera IIP-29-43).

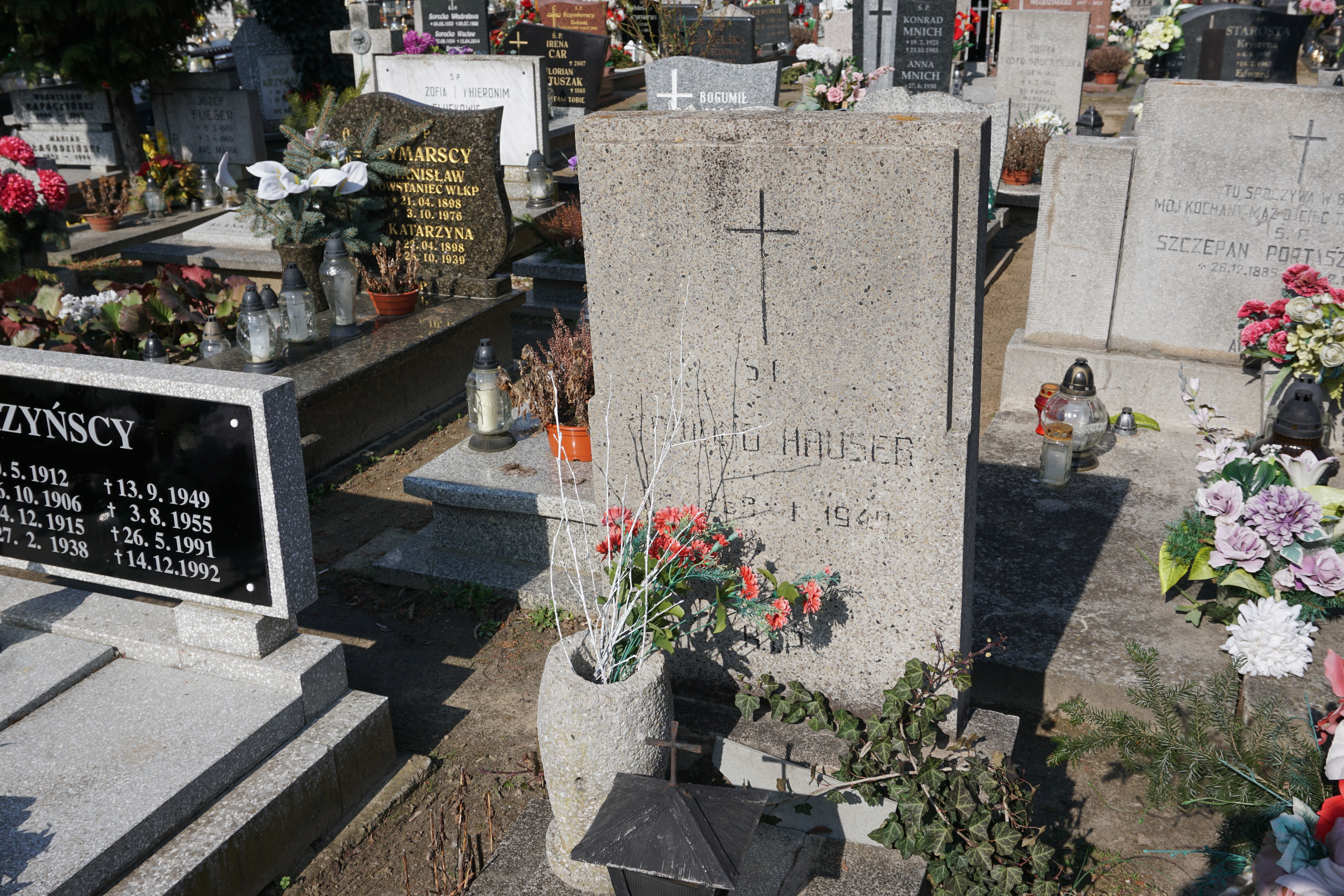
Grób gen. Edmunda Hausera na cmentarzu Górczyńskim

## Ordery i odznaczenia
- Krzyż Srebrny Orderu Wojskowego Virtuti Militari (1922)[9]
- Krzyż Walecznych
- Medal Pamiątkowy za Wojnę 1918-1921 „Polska Swemu Obrońcy”
- Medal Dziesięciolecia Odzyskanej Niepodległości
- Order Narodowy Legii Honorowej[10]
- Kawaler Orderu Leopolda z mieczami i dekoracją wojenną[11]
- Kawaler Orderu Korony Żelaznej III Klasy z mieczami i dekoracją wojenną[11]
- Krzyż Zasługi Wojskowej z dekoracją wojenną[11]
- Krzyż Zasługi Wojskowej[11]
- Srebrny Medal Zasługi Wojskowej na wstędze Krzyża Wojskowego z mieczami[11]
- Brązowy Medal Zasługi Wojskowej na wstędze Krzyża Wojskowego z mieczami[11]
- Brązowy Medal Zasługi Wojskowej na czerwonej wstędze[11]
- Krzyż Wojskowy Karola[11]
- Odznaka za Służbę Wojskową III Klasy[11]
- Medal Jubileuszowy Pamiątkowy dla Sił Zbrojnych i Żandarmerii[11]
- Krzyż Jubileuszowy Wojskowy[11]